# 재키 이뱅코
재키 이뱅코(Jackie Evancho, 발음; /iːˈvæŋkoʊ/, 2000년 4월 9일 ~ )은 미국의 가수이다. 2010년 《아메리카 갓 탤런트》에서는 준우승을 하였다.

## 음반 목록
- Prelude to a Dream (2009)
- Dream with Me	(2011)
- Heavenly Christmas (2011)
- Songs from the Silver Screen (2012)
- Awakening (2014)
- Someday at Christmas (2016)
- Two Hearts (2017)